# 克里斯·布鲁恩特
基斯杜化·"基斯"·布倫特（英語：Christopher "Chris" Brunt，1984年12月14日—）是一位北愛爾蘭足球運動員，在場上司職左中場，最後效力于英冠球隊布里斯托尔城。

## 球員生涯

### 球會
西布朗
2010年7月27日，西布朗與布倫特簽署一份新的三年合約，令其留隊至2013年夏季。
2011年8月4日，於簽署上一份合約13個月後，西布朗與球會隊長布倫特再簽一份新的三年合約，合約期至2014年夏季。

## 外部連結
- Chris Brunt player profile at wba.co.uk
- 足球数据库：基斯·布倫特的球员统计数据
- Chris Brunt profile on the Irish FA website
- Chris Brunt player profile （页面存档备份，存于） at Premier League
- Chris Brunt player profile （页面存档备份，存于） at BBC Sport